# Stranda
Stranda is een gemeente in de Noorse provincie Møre og Romsdal. De gemeente telde 4623 inwoners in januari 2017.
De gemeente Stranda bestaat uit de gelijknamige hoofdplaats, waardoor de voormalige kern Helsem is opgeslokt, en de drie kleinere  plaatsen Geiranger, Hellesylt en Liabygda. Vanuit de plaats Stranda is er een veerverbinding naar Liabygda.

## Geboren in Stranda
- Peter Opsvik (1939-2024), industrieel ontwerper en jazzmuzikant

Ålesund · Aukra · Aure · Averøy ·  Fjord · Giske · Gjemnes · Haram · Hareid · Herøy · Hustadvika · Kristiansund ·  Molde · Ørsta · Rauma · Sande · Smøla · Stranda · Sula · Sunndal · Surnadal · Sykkylven · Tingvoll · Ulstein · Vanylven · Vestnes · Volda

Fylker van Noorwegen